# برایان اوجدا
برایان اوجدا (انگلیسی: Braian Ojeda؛ زادهٔ ۲۷ ژوئن ۲۰۰۰) بازیکن فوتبال اهل پاراگوئه است که در حال حاضر در پست هافبک برای باشگاه فوتبال ناتینگهام فارست، از باشگاه‌های حاضر در لیگ برتر فوتبال انگلیس به میدان می‌رود.
از باشگاه‌هایی که در آن بازی کرده‌است می‌توان به باشگاه فوتبال ناتینگهام فارست اشاره کرد.
وی همچنین در تیم‌های ملی فوتبال جوانان، امید و بزرگسالان پاراگوئه بازی کرده‌است.

## دوران باشگاهی
اوجدا کار خود را با باشگاه الیمپیا پاراگوئه آغاز کرد. او در پایان فصل ۲۰۱۸ به فوتبال بزرگسالان ارتقا یافت و در اولین بازی حرفه‌ای خود در ۲ دسامبر در پیروزی ۳–۲ مقابل سول دی آمریکا ظاهر شد. او در نیمه دوم تعویض شد. او همچنین در آن سال در سه بازی کوپا پاراگوئه شرکت کرد. در مارس ۲۰۱۹، اوجدا قرارداد خود را تمدید کرد.
پس از بازی نکردن در طول فصل ۲۰۱۹، اوجدا به باشگاه دفنسا ی جاستیسیا از باشگاه‌های حاضر در لیگ برتر فوتبال آرژانتین قرض داده شد.
در ۳۱ اوت ۲۰۲۱، اوجدا با قراردادی چهارساله، به باشگاه فوتبال ناتینگهام فارست در چمپیونشیپ ملحق شد. او اولین بازی خود را در تساوی بدون گل مقابل باشگاه فوتبال لوتون تاون در ۲۳ نوامبر ۲۰۲۱ انجام داد.

## دوران ملی
اوجدا سابقه بازی برای تیم‌های ملی پایه پاراگوئه را دارد.
او ۸ بار در مسابقات کوپا آمریکا زیر ۱۷ سال در سال ۲۰۱۷ به میزبانی شیلی بازی کرد.
وی هم‌چنین در سال ۲۰۱۹، در مسابقات زیر ۲۰ سال قهرمانی ملت‌های آمریکای جنوبی با پیراهن پارگوئه به میدان رفت.
او اولین بازی خود را برای تیم بزرگسالان پاراگوئه در ۲ سپتامبر ۲۰۲۱ در  مقدماتی جام جهانی مقابل اکوادور انجام داد که در نهایت با باخت ۰–۲ خارج از خانه همراه شد. او در دقیقه ۶۵ جانشین هوگو مارتینز شد.